# أوسوريو
أوسوريو هي بلدية في البرازيل، تتبع ريو غراندي دو سول، بلغ عدد سكانها 40٬906  نسمة، في 2010، تبلغ مساحتها 663٫267 كيلومتر مربع، رمزها البريدي هو 95520-000.

## الموقع
تشترك في الحدود مع:
- Imbé [الإنجليزية]‏
- Caraá [الإنجليزية]‏
- Tramandaí [الإنجليزية]‏.

## أعلام
- يان روليم
- جانيس تيكسيرا